# Sphaericus marmoratus
Sphaericus marmoratus is een keversoort uit de familie klopkevers (Ptinidae). De wetenschappelijke naam van de soort werd in 1865 gepubliceerd door Thomas Vernon Wollaston.